# 潮風のメロディ
「潮風のメロディ」（しおかぜ - ）は、南沙織通算2枚目のシングル。1971年10月1日発売。発売元はCBS・ソニー。

## 解説
ファースト・アルバム『17才』と同時発売されたセカンド・シングル。イントロの潮風の香りが漂ってくるようなアレンジは、「南の海からやってきた少女」というイメージをより広げるためだったと音楽プロデューサー・酒井政利がのちに語っている。 
テレビの音楽番組をはじめ、テレビドラマや映画の劇中で披露される機会があった。下記は主な例。 
- 1971年、松竹映画『喜劇 花嫁戦争』に及川家お手伝いサオリ役で出演。本編にはほぼ絡まずビデオクリップ的に「潮風のメロディ」を歌った（映画出演は本作が唯一と言われている）。
- 1972年1月2日放映、NTV系ドラマ『おれは男だ!』第37話「明けまして頑張らなくっちゃア!」に本人役で出演し、「潮風のメロディ」を歌った。
- 1972年1月2日放映、TBS系ドラマ『シルバー仮面』第6話「さすらいびとの荒野」に南条綾役で出演し、「潮風のメロディ」を歌った。

引退後に発表されたPV集『Hello!Cynthia』（1984.11.21）にはミュージック・ビデオが収録されており、1971年当時の貴重な映像を見ることができる。また2003年頃、ブルボンより発売された食玩CD『J'sポップスの巨人たち～フォーク／ニューミュージック黄金時代編』シリーズで、「17才」と「潮風のメロディ」が収録された8センチCDがおまけとして封入された。 
本シングルの発売日には "三人娘" として肩を並べた天地真理が、「水色の恋」でレコード・デビューをしている。

## 収録曲
- 両楽曲とも、作詞: 有馬三恵子、作曲・編曲: 筒美京平

1. 潮風のメロディ（3:29）
2. なぜかしら（2:06）

## 収録作品（LP・CD）
- 潮風のメロディ

17才（アルバム）
潮風のメロディ（アルバム）
ギフトパック 南沙織 -1972年版-
ギフトパック 南沙織 -1973年版-
南沙織ヒット全曲集 -1974年版-
南沙織デラックス
南沙織ヒット全曲集 -1975年版-
Best of Best 南沙織のすべて
シンシア・ラブ
THE BEST / 南沙織 -1978年11月版-
THE BEST / 南沙織 -1979年11月版-
THE BEST / 南沙織 -1980年版-
THE BEST / again 南沙織
THE BEST / 南沙織 -1982年版-
南沙織のすべて
南沙織ベスト・コレクション
南沙織ベスト Recall 〜28 SINGLES SAORI + 1〜
Cynthia Memories
GOLDEN J-POP/THE BEST 南沙織
CYNTHIA ANTHOLOGY
DREAM PRICE 1000 南沙織 17才
GOLDEN☆BEST 南沙織 筒美京平を歌う
南沙織 THE BEST 〜 Cynthia-ly
ドーナツ盤型12cmCDコレクション
Cynthia Premium
南沙織 スーパー・ベスト
南沙織 BEST OF BEST
GOLDEN☆BEST 南沙織 コンプリート・シングルコレクション
GOLDEN☆BEST 新三人娘 〜天地真理・小柳ルミ子・南沙織〜
南沙織 スーパー・ヒット
南沙織 ベスト・ヒット
ゴールデン☆アイドル 南沙織
CYNTHIA ALIVE
- 潮風のメロディ (ノンストップmix Ver.)

TSU-TSU MIX 南沙織
- 潮風のメロディ -Live #1 （メドレー）-

CYNTHIA IN CONCERT
CYNTHIA ANTHOLOGY
- 潮風のメロディ -Live #2-

Good-by Cynthia
Cynthia Memories
- なぜかしら

17才（アルバム）
潮風のメロディ（アルバム）
ギフトパック 南沙織 -1972年版-
Cynthia Memories
CYNTHIA ANTHOLOGY
GOLDEN☆BEST 南沙織 筒美京平を歌う
ドーナツ盤型12cmCDコレクション
Cynthia Premium
ゴールデン☆アイドル 南沙織